# ما دای
ما دای () (۲۲۲–۲۳۵) یک ژنرال نظامی چینی در ایالت شو هان در دوره سه امپراتوری چین بود. او قبلاً در زمان اواخر سلسله هان شرقی زیر نظر عمویش ما تنگ، یک فرمانده جنگی، در شمال غربی چین خدمت می‌کرد. پس از مرگ ما تنگ، او پسر عمویش ما چائو (پسر بزرگ ما تنگ) را دنبال کرد و برای مدت کوتاهی در هانژونگ به جنگ سالار ژانگ لو پیوستند. ما چائو بعداً به جنگ سالار دیگر لیو بی پناه برد و ما دای او را همراهی کرد. ما دای زیر نظر لیو بی و بعداً در ایالت شو هان (که توسط لیو بی تأسیس شد) خدمت کرد.
اطلاعات زیادی در مورد ما دای در اسناد تاریخی یافت نمی‌شود. مشخص است که در سال ۲۳۴، او در پنجمین لشکرکشی شمالی به رهبری صدراعظم شو، ژوگه لیانگ برای حمله به ایالت رقیب شو، سائو وی، شرکت کرد. ما دای همچنین به قتل ژنرال شو، وی یان، که گفته می‌شد پس از مرگ ژوگه لیانگ علیه شو مخالفت کرده‌است، نسبت داده شده‌است.